# Paul Busch (Maler)
Paul Busch (* 31. August 1889 in Burschen/Borszyny; † 20. August 1974 in Cottbus) war ein deutscher Maler und Zeichner der Verschollenen Generation.

## Leben und Werk
Busch kam aus einer gutsituierten deutschen Familie in Burschen. Er absolvierte das Gymnasium Meseritz/Międzyrzecz. 1910 ging er nach Berlin und machte an der Königliche Kunstschule zu Berlin eine Ausbildung zum Lehrer für Zeichen- und Werkunterricht. Von 1914 bis 1918 nahm er am Ersten Weltkrieg teil. Schon in dieser Zeit gehörte er zu der Gruppe von avantgardistischen Künstlern, die sich um Herwarth Walden und dessen Berliner Galerie Der Sturm gesammelt hatten. Die Galerie zeigte 1919 auf ihrer 77. Ausstellung erstmals Bilder Buschs, darunter auch Collagen, eine Technik, die damals neu war. Paul Westheim urteilte: "schulmäßige kubistische Bilder von Paul Busch". Busch war dann bis Januar 1923 auf weiteren acht Ausstellungen der Galerie vertreten. Er gehörte der Internationalen Vereinigung der Expressionisten, Kubisten und Futuristen e.V. und deren Berliner Gruppe Die Abstrakten an.
Von 1920 bis 1954 arbeitete Busch, unterbrochen durch die Teilnahme am Zweiten Weltkrieg, in Cottbus als Zeichenlehrer. Nach 1923 stellte er nicht mehr bei Walden aus. Andere Ausstellungen sind ebenfalls nicht bekannt, auch nicht in der Zeit des Nationalsozialismus. Es scheint, dass Busch sich im Interesse der Familie für eine gesicherte berufliche bürgerliche Existenz entschied. Wohl in den 1930er Jahren heiratete er. Er bekam zwei Kinder, und das Paar baute sich an der Spree bei Bräsinchen ein Sommerhaus. Busch malte und zeichnete weiter, knüpfte aber offenbar nicht an die früheren Werke an. Bekannt sind lediglich „ein paar belanglose Zeichnungen für den Cottbuser Heimatkalender“. 
Nach dem Ende des NS-Staats war Busch bis Mitte der 1950er Jahre am Aufbau des kulturellen Lebens in Cottbus beteiligt. Er geriet zwar in der Öffentlichkeit weitgehend in Vergessenheit, nicht aber in Fachkreisen. Auf Einladung der West-Berliner Akademie der Künste verbrachte er von 1966 bis 1973 jährlich mehrere Wochen in West-Berlin und hatte Kontakte mit Kollegen, mit Kunstsammlern und -händlern.
Etwa ab Ende der 1950er Jahre hielt Busch sich im Sommer häufig zur künstlerischen Arbeit in Ahrenshoop auf. Dort erwarb er in Niehagen 1964 ein Grundstück, die Alte Büdnerei 7 mit einem 1828 erbauten Haus, das er behutsam instand setzte.
Buschs Nachlass befindet sich im Besitz der Stadt Cottbus.

## Werke (Auswahl)
- Burschen, mein Dorf! (1920er Jahre; Gouache, 100 × 70,2 cm)[7]
- Harlekin/Zirkus (mutmaßlich um 1920, Pastell)[8]
- Alte Stubengesellen an der Roßtrappe (Zeichnung)[9]
- Fischerboote am Strand im Morgennebel – Warnemünde (Zeichnung)[10]
- Buchen in Tabarz (Zeichnung)[11][12]
- Gartenhaus in Ahrenshoop (um 1960, Öl; priv. Cottbuser Sammlung)

## Einzelausstellungen
- 1951/52: Cottbus, Haus des Kulturbundes (mit Alfred Janigk)
- postum 2022: Cottbus, Stadtmuseum („Paul Busch. Zeichenlehrer und Künstler. Eine Wiederentdeckung“)

## Weblink
- https://www.stadtmuseum-cottbus.de/publikationen-detail/id-2022-paul-busch-zeichenlehrer-und-kuenstler.html